# Toaleta (Bazille)
Toaleta este un tablou al pictorului francez Frédéric Bazille din 1869-1870, aflat acum la Musée Fabre din Montpellier. A realizat acest tablou cu câteva luni înainte de moartea sa în războiul franco-prusac din 1870.